# Geschichte der Stadt Gera
Die Geschichte der Stadt Gera reicht mit ersten menschlichen Besiedlungen bis in die Altsteinzeit zurück. Erstmals im 10. Jahrhundert als Landschaftsname urkundlich erwähnt, entstand die Stadt Gera Anfang des 13. Jahrhunderts als Kolonialstadt. Vom Mittelalter bis ins frühe 20. Jahrhundert ist die Geschichte der Stadt aufs engste mit jener des Hauses Reuß, insbesondere mit der von Herrschaft und Linie Reuß-Gera, verbunden.
Im 19. Jahrhundert entwickelte sich Gera zur Industriestadt, in der die Textilproduktion dominierend war. Am Ende des Zweiten Weltkriegs wurde die Stadt durch Bombenangriffe schwer beschädigt. Von 1952 bis 1990 war sie Hauptstadt des gleichnamigen Bezirks der DDR. Seit 1990 ist Gera kreisfreie Stadt im Land Thüringen.

## Etymologie
Der Name Gera stammt von dem frühgermanischen ger-aha, was wahrscheinlich „gurgelndes Gewässer“ oder „gurgelnder Fluss“ bedeutet. Früher versuchte man, die Silbe ger als „Keil“ oder „Speer“ zu deuten. Demzufolge hätte der Name „Keilförmiger Landstrich an einem Fluss“ bedeutet.
Ursprünglich bezeichnete der Name Gera nur einen Landstrich, erst im 12. Jahrhundert entstand in dessen Zentrum eine Siedlung gleichen Namens.

## Frühgeschichte
Das Stadtgebiet Geras ist seit der Altsteinzeit besiedelt. In der Lindenthaler Hyänenhöhle wurden im 19. Jahrhundert bedeutende prähistorische Funde gemacht. Das älteste Relikt menschlicher Besiedlung im Stadtgebiet ist ein ca. 80.000 Jahre alter Faustkeil, gefunden bei Gera-Pforten.
Um Christi Geburt ist Gera ein Zentrum der Eisenverhüttung. Davon zeugen die Eisenöfen, die in den 1920er- und 1930er-Jahren bei Gera-Tinz entdeckt wurden und sich heute im Museum für Ur- und Frühgeschichte in Weimar befinden.
Im 6. Jahrhundert verlassen die germanischen Hermunduren im Zuge der Völkerwanderung Ostthüringen, ab dem 8. Jahrhundert ist eine slawische Besiedlung nachweisbar.

## Mittelalter

### Erste Erwähnungen und Beginn der quedlinburgischen Stiftsherrschaft
Am 31. März 995 schenkte Kaiser Otto III. dem Bischof von Naumburg das Gebiet Crossen an der Elster (nördlich von Gera), in der Grenzbeschreibung wurde der Name Gera erstmals erwähnt. Am 26. April 999 schenkte Otto III. dann das Gebiet Gera seiner Schwester Adelheid, der Äbtissin des Stiftes Quedlinburg. Danach fand der Name über ein Jahrhundert lang keine Erwähnung mehr. Erst 1125 tauchte ein Luph von Gera und 1148 ein Sibert von Gehra namentlich in Urkunden auf, und 1121 und 1146 wurden zahlreiche Dörfer im Norden des heutigen Stadtgebietes urkundlich ersterwähnt, die sich damals im Besitz der Naumburger Bischöfe befanden.

### Die Vögte von Weida und die Entstehung der Stadt
1209 wurden die Vögte von Weida vom Quedlinburger Stift mit der Kontrolle über das Gebiet Gera betraut. Aus ihnen gingen die Grafen und Fürsten von Reuß hervor, die die Geschichte der Stadt über sieben Jahrhunderte bestimmen sollten. Das quedlinburgische Herrschaftsgebiet Gera umfasste einen rechts der Weißen Elster gelegenen Teil des alten sorbischen Geragaues und wurde vermutlich im Norden von der Brahme und im Süden vom Zaufensgraben begrenzt.
Wann genau Gera Stadtrecht erhielt, ist nicht bekannt. In einer Urkunde vom 25. Oktober 1237 ist erstmals von den „Bürgern der Stadt Gera“ (cives oppidi de Gera) die Rede. Da in einer Urkunde der Äbtissin Agnes II. von ca. 1200 noch vom „Dorf Gera“ (villa) gesprochen wird, erfolgte die Stadtgründung wahrscheinlich im ersten Drittel des 13. Jahrhunderts. 1237 wird daher oft ungenau als das Jahr der Stadtrechtsverleihung gesehen, obwohl es eigentlich nur das Jahr der ersten Nennung als Stadt darstellt.

### Die hochmittelalterliche Kolonialstadt

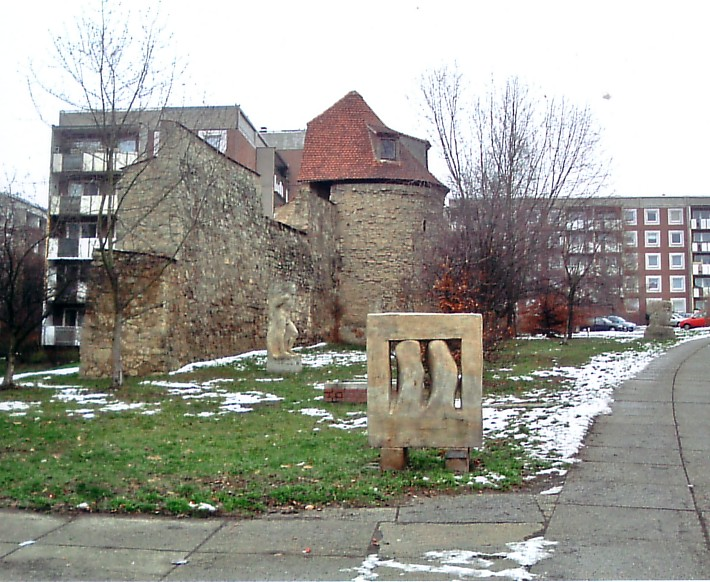
Überrest der früheren Stadtmauer

Über die ersten Jahrhunderte der Stadt weiß man nicht viel. Sie wurde vermutlich um 1150 als Kaufmannssiedlung in der Nähe einer Stadtburg und des slawischen Dorfes Zschochern am Flussübergang der Handelsstraße von Leipzig nach Nürnberg angelegt. Bereits seit 1234 ist in Gera eine Kirche nachgewiesen. 1254 soll späteren Quellen zufolge das erste Rathaus errichtet worden sein, die Stadtmauer vermutlich im 14. Jahrhundert. Die mittelalterliche Stadt umfasste – von fünf Stadttoren durchbrochen – ein Mauergeviert von etwa 350 Metern Seitenlänge. Dieser Mauerring wurde in der gesamten Zeit seines Bestehens niemals vergrößert, und bis ins Industriezeitalter wuchs die Stadt nur wenig. In der Südwestecke der ummauerten Stadt befand sich im Mittelalter die Stadtburg der Vögte.

### Aus Vögten werden Herren: Geras Entwicklung im Spätmittelalter
1306 verkaufte die Äbtissin Bertradis von Quedlinburg ihre landesherrschaftlichen Rechte über Gera an den Vogt, obwohl sie weiterhin formell Landesherrin blieb, auch nachdem 1329 Kaiser Ludwig der Bayer den Vögten die königlichen Hoheitsrechte wie Blutbann, Heerbann und das Recht auf Steuererhebung verlieh. 1358 schließlich fielen Haus und Stadt Gera als Reichsafterlehen von Quedlinburg an die Markgrafen von Meißen. Ab etwa 1370 begannen sich die Vögte als „Herren von Gera“ zu bezeichnen.
Am 15. Oktober 1450 kam es zu einer starken Zerstörung Geras im Sächsischen Bruderkrieg, von der sich die Stadt jedoch relativ schnell erholte. Zu Bedeutung kam nun die Textilproduktion, die für die nächsten Jahrhunderte einen der wichtigsten Erwerbszweige darstellte. 1401 wurde „Gerisch Tuch“ zum ersten Mal in Naumburg und 1436 auf der Leipziger Messe gehandelt. In dieser Zeit wurden die Grundlagen für die Blüte der Stadt im 16. und 17. Jahrhundert gelegt.

## Frühe Neuzeit
Während des Deutschen Bauernkrieges bildeten sich 1525 bei Naulitz sowie auf dem Hungerberg bei Großaga und Reichenbach Bauernhaufen, es kam jedoch nicht zu Kampfhandlungen. 1533 wurde auf Betreiben der wettinischen Lehnsherren – gegen den Willen der Herren von Gera – in der Herrschaft Gera die Reformation eingeführt.
1546 (mit dem Schmalkaldischen Krieg) trat der Kurfürst von Sachsen und Markgraf von Meißen Gera an die böhmische Krone ab, der böhmische König hatte jedoch keinen Einfluss auf Gera. Dennoch bestand das Lehnsverhältnis formal bis 1806/07.

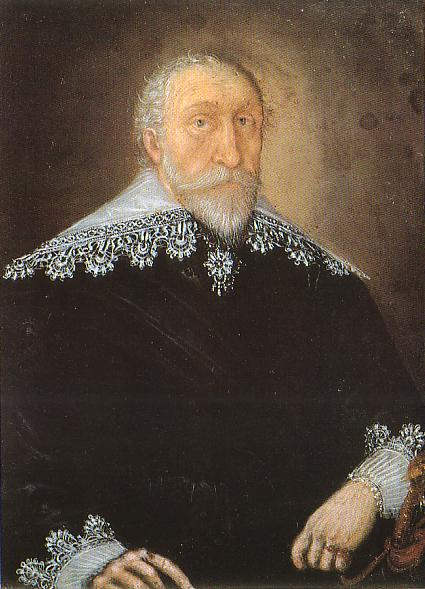
Heinrich II. Reuß, genannt Posthumus

Nach dem Aussterben der Geraer Herrenlinie 1550 fiel die Herrschaft Gera 1560/62 an die Linie der Reuß von Plauen zu Greiz, die das Schloss Osterstein zu ihrer Residenz ausbauten. Das Haus Reuß hatte mit Heinrich II. Posthumus (1572–1635) in dieser Zeit seinen bedeutendsten Vertreter. 1604 begründete Heinrich Posthumus für seine Herrschaften ein Konsistorium und eine Kanzlei mit Sitz in Gera. 1608 gründete er mit dem Gymnasium Rutheneum in der Stadt eine herrschaftliche Landesschule. Nicolaus de Smit (1541–1623), ein wegen seines protestantischen Glaubens geflohener niederländischer Tuchhändler, verbesserte um 1600 die in Gera angewandten Verfahren zur Tuchherstellung.
Der Dreißigjährige Krieg zog auch an Gera nicht spurlos vorüber – 1639 zerstörte ein von plündernden schwedischen Soldaten gelegtes Feuer die Stadt zu einem Drittel. 1673 wurden die Herren Reuß zu Gera in den Reichsgrafenstand erhoben.
1686 verbrannten zwei Drittel der Stadt bei einem durch Fahrlässigkeit verursachten Stadtbrand. Noch übertroffen wurde die Brandkatastrophe aber von dem Stadtbrand am 18. September 1780, bei dem praktisch die gesamte Altstadt in Schutt und Asche gelegt wurde.
1802 starb mit Heinrich XXX. die Grafenlinie Reuß-Gera aus. Von nun an wurde Gera von den drei Linien Reuß-Schleiz, Reuß-Ebersdorf und Reuß-Lobenstein gemeinsam verwaltet. Nach dem Aussterben der Lobensteiner (1824) und der Ebersdorfer Linie (1848) entsteht das Fürstentum Reuß jüngere Linie mit Gera als Residenzstadt.

## Spätere Neuzeit

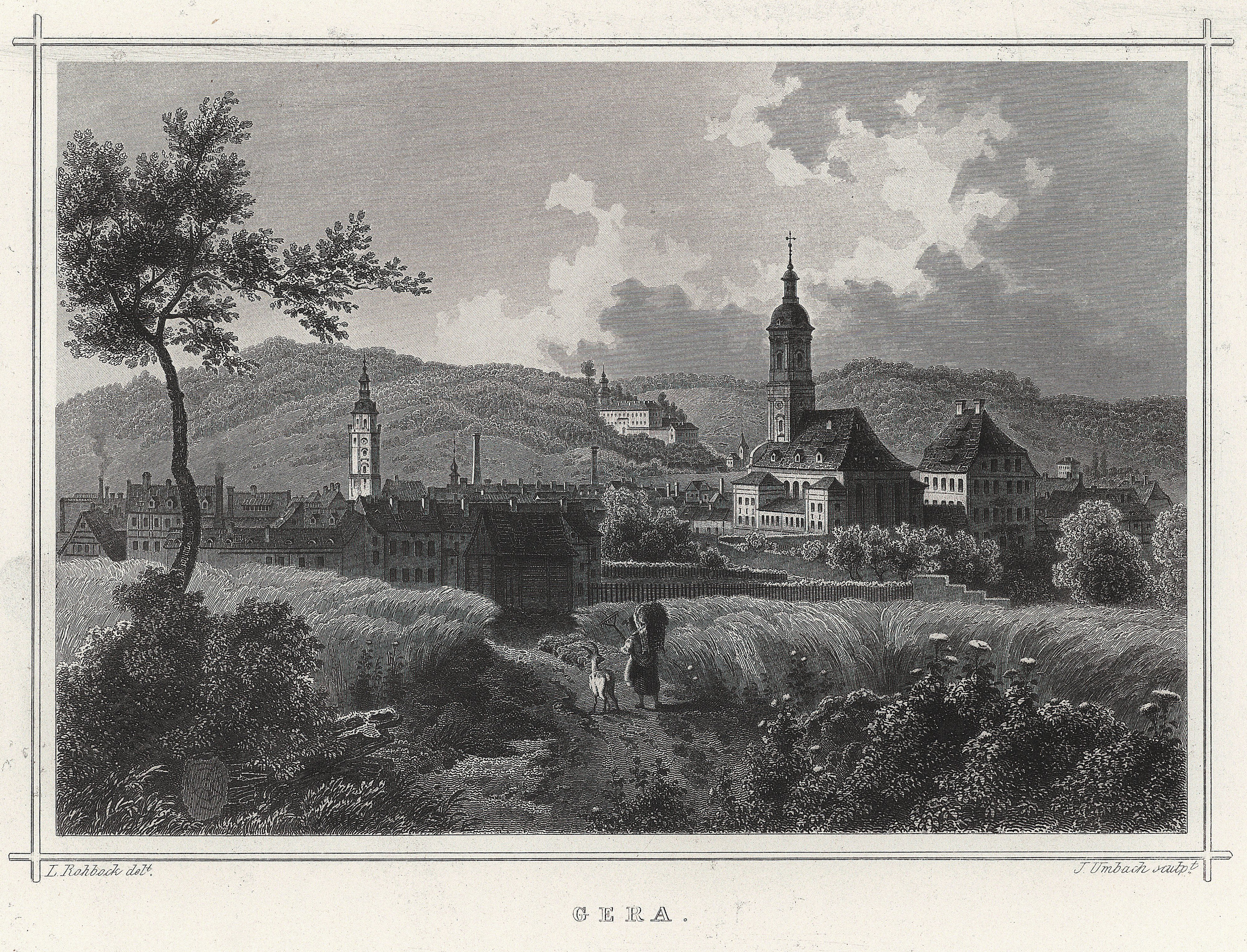
Blick auf Gera im 19. Jahrhundert

Vom 11. bis 13. Oktober 1806 weilte Napoleon in Gera, er verließ es am Morgen des 13. Oktober in westlicher Richtung und siegte am nächsten Tag in der Schlacht bei Jena und Auerstedt.
Nach den Napoleonischen Kriegen setzte schnell die Industrialisierung ein. 1811 wurde die Spinnmaschine eingeführt, 1833 nahm die erste Dampfmaschine den Betrieb auf und 1836 folgte der erste mechanische Webstuhl. 1859 wurde die Eisenbahnstrecke nach Weißenfels eingeweiht. Der wichtigste Erwerbszweig in Gera blieb weiterhin die Textilproduktion. Ein seit 1737 existierender Musikinstrumentenbau spezialisierte sich in der zweiten Hälfte des 19. Jahrhunderts auf die Massenfabrikation von Drehorgeln, Mund- und Handharmonikas.
1892 erhielt Gera als zweite deutsche Stadt eine elektrische Straßenbahn. 1893 wurde in Gera der Deutsche Arbeiter-Turner-Bund gegründet. Mit Bieblach (1905) und Debschwitz (1912) wurden in den ersten Jahren des 20. Jahrhunderts auch die ersten umliegenden Vororte in die Stadt eingemeindet.

## Weimarer Republik
Im Zuge der Novemberrevolution musste der letzte Fürst von Reuß jüngere Linie im Jahr 1918 abdanken, Gera wurde Hauptstadt des Volksstaats Reuß und war ab dem 1. Mai 1920 Teil des neu gegründeten Landes Thüringen. Von 1919 bis 1924 wurden aus finanziellen Gründen in kurzer Folge zahlreiche Gemeinden der Umgebung nach Gera eingemeindet. Die Bevölkerungszahl der Stadt stieg dadurch auf etwa 80.000 Einwohner.
Wie überall in Deutschland war die Zeit der Weimarer Republik auch in Gera von politischer Instabilität geprägt. Beim Kapp-Putsch kam es 1920 in der Stadt zu Unruhen, bei denen fünfzehn Menschen ums Leben kamen. 1922 wurde Gera eine kreisfreie Stadt. Aus dem ehemaligen reußischen Bezirksverband Gera und überwiegenden Teilen des weimarischen Verwaltungsbezirks Neustadt an der Orla sowie des altenburgischen Landratsamtsbezirk Ronneburg entstand der Landkreis Gera. 1925 sprach Adolf Hitler erstmals in Gera.

## Nationalsozialismus

### „Machtergreifung“ und politische Entwicklung
Die Machtergreifung der Nationalsozialisten am 30. Januar 1933 hatte auch in Gera Auswirkungen. Der bisherige Oberbürgermeister, Dr. Walter Arnold, wurde in den Ruhestand zwangsversetzt (er starb nur wenige Wochen später) und durch den Nationalsozialisten Walter Kießling ersetzt. Die Heimvolkshochschule in Gera-Tinz, eine Bildungsstätte der SPD, wurde geschlossen. Juden wurden bedroht und verfolgt. Im Novemberpogrom am 9. November 1938 wurden jüdische Geschäfte demoliert und Juden ins KZ gebracht. Die Synagoge und das jüdische Gemeindehaus wurden zerstört und das Inventar öffentlich verbrannt. In der Folgezeit konnten sich noch zahlreiche jüdische Verfolgte durch Emigration retten, viele andere wurden seit 1942 bei mehreren Reichsbahn-Transporten in die östlichen Vernichtungslager deportiert.

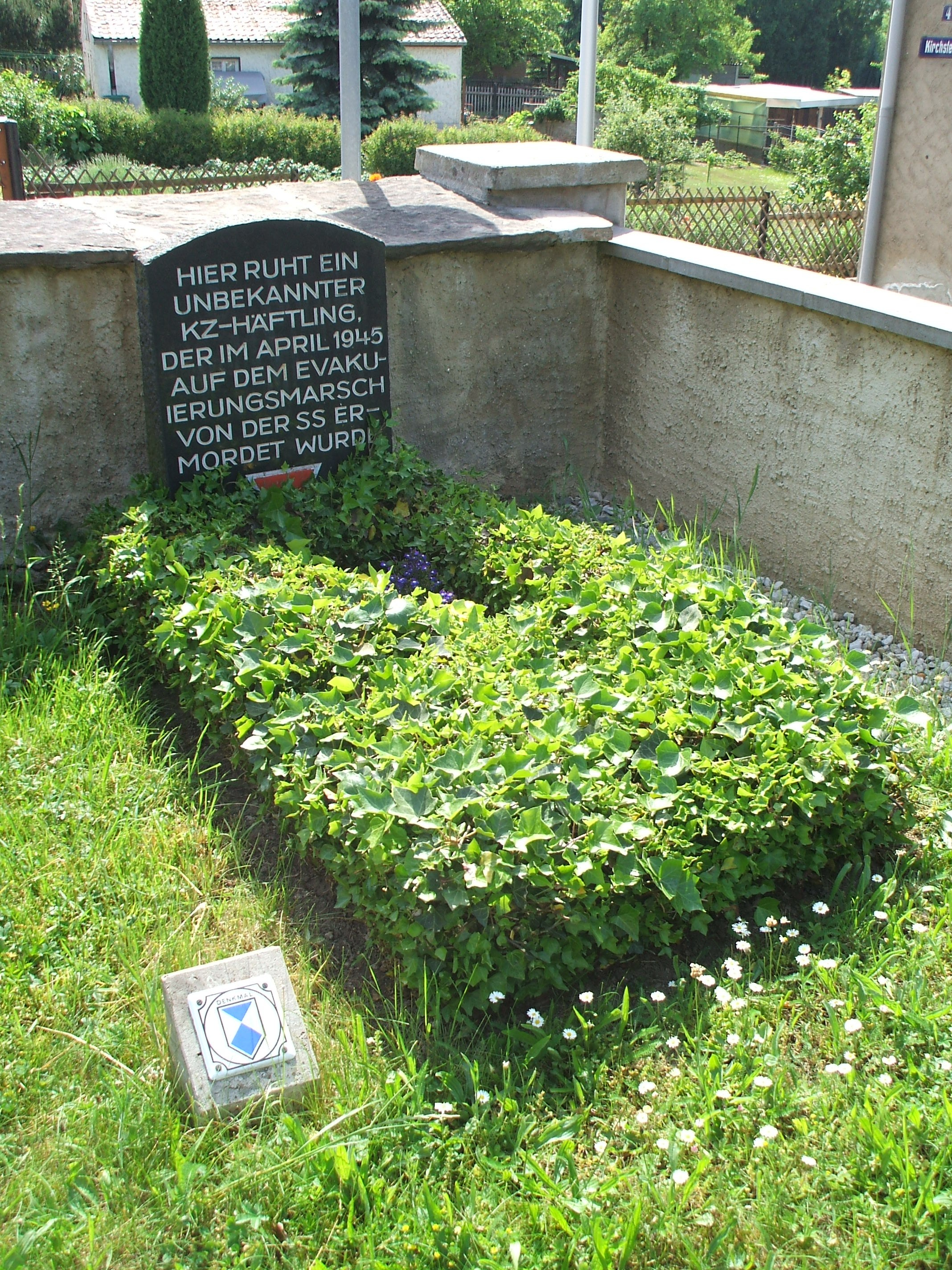
Grab eines unbekannten Opfers der Todesmärsche von 1945, Friedhof Gera-Thieschitz

### Zweiter Weltkrieg
Zwischen 1939 und 1945 mussten mehr als 3.000 Kriegsgefangene sowie Frauen und Männer aus den von Deutschland besetzten Ländern vor allem in der Rüstungsindustrie der Stadt Zwangsarbeit leisten. An die Toten erinnern die Ehrenmale u. a. auf dem Ostfriedhof und im Küchengarten. Gegen Ende des Krieges wurden auf dem Ostfriedhof ermordete jüdische Häftlinge eingeäschert. Diesen 446 Opfern des Nationalsozialismus wurde 1949 ein Gedenkstein errichtet.
Nachdem es schon ab Mai 1944 zu mehreren amerikanischen Bombenangriffen gekommen war, wurde die Stadt am 6. April 1945 besonders schwer von den US Air Forces angegriffen. Dabei wurden das Schloss Osterstein (bis auf Bergfried und untere Hofbebauung), das Stadtmuseum (ehemaliges Zucht- und Waisenhaus), die Alte Post, das „Näglersche Haus“, das „Kutschenbachsche Haus“ und der Barockbau Markt 6 zerstört. Schwer getroffen wurde die Orangerie, leichtere Schäden erlitten die Trinitatis-Kirche, das Rathaus und zahlreiche andere Einzelgebäude. Die Zahl der Todesopfer vom 6. April wird nach neueren Untersuchungen mit 142 angegeben, die der zerstörten Wohngebäude mit 300 und der Gewerbebetriebe mit 54. Insgesamt hatte Gera im Bombenkrieg 514 Todesopfer zu beklagen. Etwa 200 der Bombenopfer ruhen auf dem Ostfriedhof in einem großen und einem kleineren Gräberfeld.
Ein Todesmarsch der Buchenwald-Häftlinge führte am 13. April 1945 auch durch Gera. Acht Menschen wurden dabei im Stadtgebiet erschossen.
Am Ende des Zweiten Weltkriegs wurde die Stadt am 14. April 1945 von den Amerikanern besetzt, nachdem es am Vortag noch zu einem militärischen Gefecht an der westlichen Stadtgrenze, zu Tieffliegerangriffen und Artilleriebeschuss gekommen war, bei dem dreizehn Menschen ihr Leben verloren hatten. Die Amerikaner setzten Rudolf Paul als neuen Oberbürgermeister ein, der am 7. Mai seine Amtsgeschäfte aufnahm.

## Zeit der SBZ und DDR

### Nachkriegszeit und sowjetische Besatzung
Aufgrund alliierter Vereinbarungen wurde Gera, nach dem Rückzug der US-Truppen am 2. Juli 1945 von sowjetischen Truppen besetzt. Während die Sowjets im Herbst 1945 mit Friedrich Bloch noch einen bürgerlichen Oberbürgermeister ernannten, folgte ihm 1948 mit Curt Böhme ein SED-Politiker und Antifaschist.
Ende 1945 und Anfang 1946 verhaftete die sowjetische Geheimpolizei NKWD mit Hilfe deutscher Polizei in Gera 19 Jugendliche (15 bis 17 Jahre alt) wegen unterstellter Widerstandstätigkeit. Vier von ihnen wurden erschossen, vier weitere kamen in den sowjetischen Speziallagern Bautzen und Sachsenhausen um. Auch viele erwachsene Geraer Bürger erlitten dieses Schicksal.
1950 gab es erneut eine große Eingemeindungswelle, von der als größte Gemeinden Langenberg (seit 1933 Stadt) und Liebschwitz betroffen waren.
Gera war ein Schwerpunkt des Aufstands am 17. Juni 1953, mit Streiks in den Großbetrieben, Tausenden von Demonstranten auf den Straßen, unterstützt von Wismutarbeitern aus Ronneburg (Thüringen), Belagerung und teilweise Besetzung von Rat des Bezirks, Untersuchungsgefängnis und Gefängnis des MfS, Entwaffnung von Angehörigen der Kasernierten Volkspolizei. Die Erstürmung der Kreisleitung der SED konnte gerade noch durch das Eingreifen sowjetischer Truppen verhindert werden, die ab nachmittags den Ausnahmezustand über die Stadt verhängten.

### Politische, wirtschaftliche und kulturelle Entwicklung

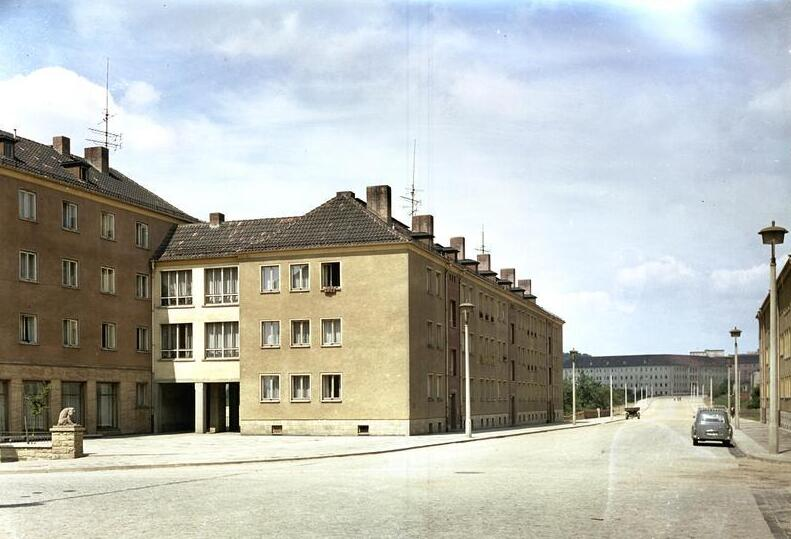
Gera-Bieblach, 1959

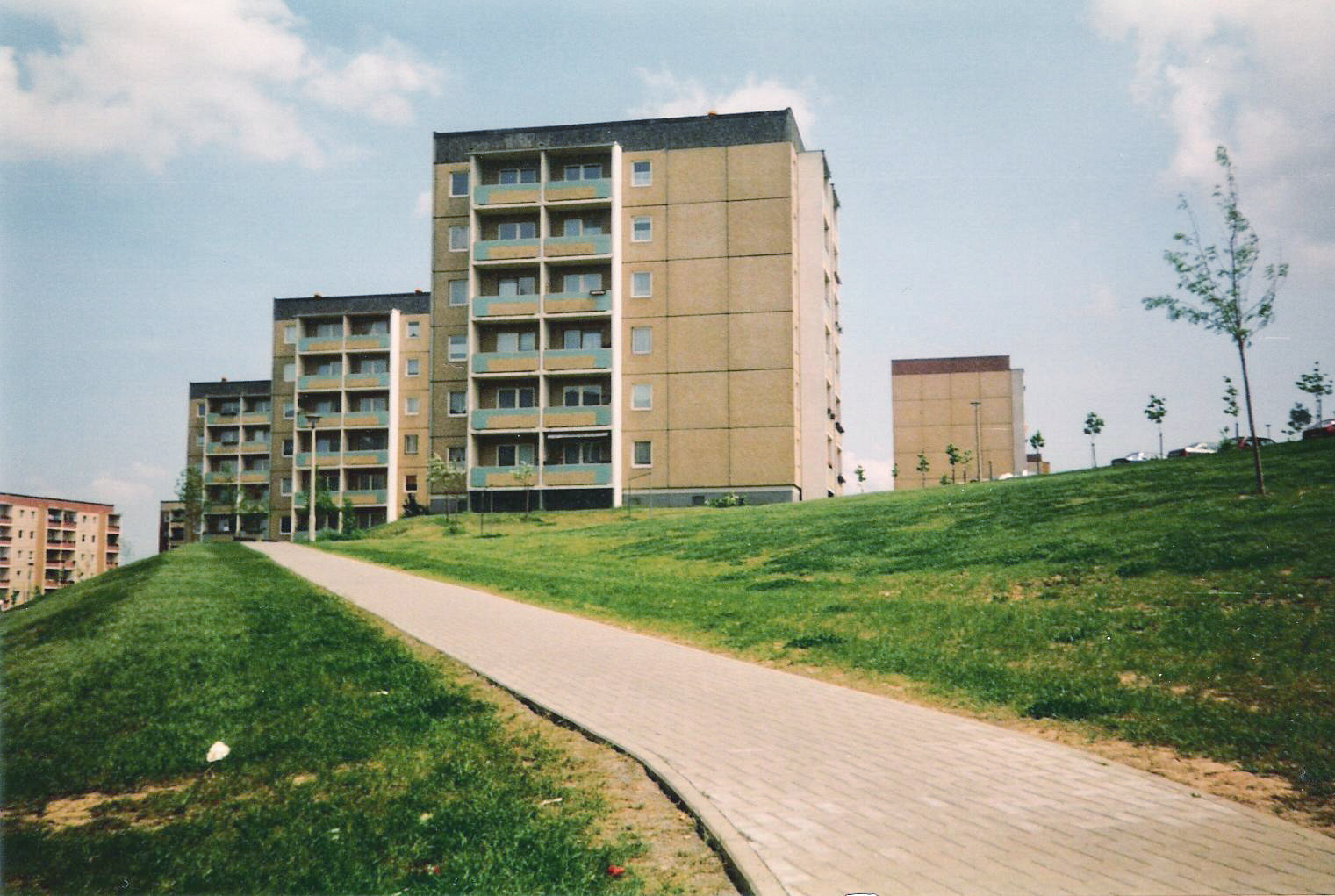
Neubaublöcke in Bieblach-Ost, erbaut in den 1980er Jahren

Von 1952 bis 1990 war Gera Hauptstadt des Bezirks Gera.
Maßgebend für die Entwicklung der Region war seit den 1950er Jahren die Entwicklung des Uranerzbergbaus der SDAG Wismut um Ronneburg, im Zuge dessen wurde Gera 1959 auch Großstadt. In den 1960er Jahren wurde mit Bieblach ein Neubaugebiet errichtet. Ab 1972 entstand im Stadtteil Lusan das größte Neubaugebiet des Bezirkes, Ende der 1980er Jahre lebten dort 45.000 Einwohner. In den 1980er Jahren entstand mit Bieblach-Ost das letzte der großen Neubaugebiete der Stadt, welches aufgrund der politischen Wende nicht mehr vollendet werden konnte.
Textilindustrie, Elektronikindustrie, Bezirksverwaltung und optische Industrie garantierten Tausende Arbeitsplätze, auch das kulturelle Leben war vielseitig – ab Ende der 1970er Jahre fand in Gera aller zwei Jahre das Kinderfilm- und -fernsehfestival Goldener Spatz statt, 1981 wurde das Kultur- und Kongresszentrum eingeweiht, 1984 fanden im Bezirk Gera die Arbeiterfestspiele der DDR statt. Die Stadt vergab einen Kunstpreis.
Bis 1989 stieg die Bevölkerungszahl der Stadt auf fast 135.000 Einwohner.
Bei seinem Besuch in Gera hielt Erich Honecker am 13. Oktober 1980 die „Geraer Rede“, in der er sich zu grundlegenden Fragen des Verhältnisses zwischen DDR und BRD äußerte. Die vier von Honecker aufgestellten Forderungen an die Bundesrepublik wurden als „Geraer Forderungen“ bekannt.

### Oppositionsbewegung und politische Wende

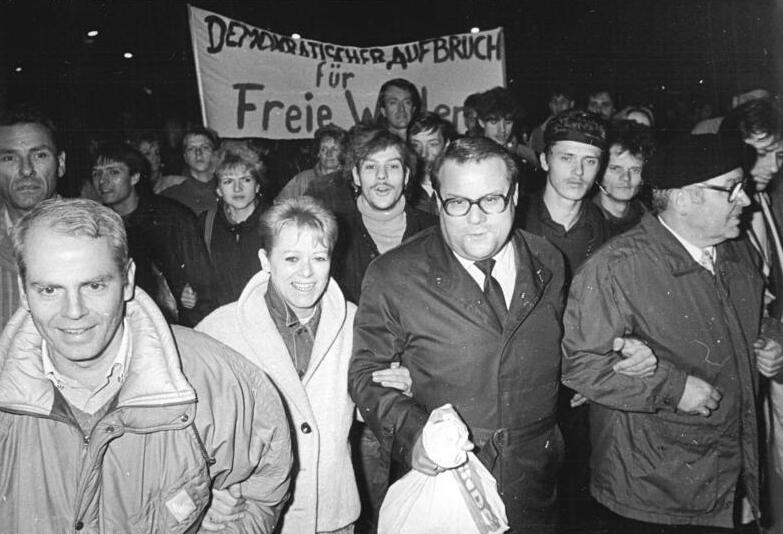
Donnerstagsdemonstration in Gera am 9. November 1989; 2. v.r.: der SED-Oberbürgermeister Horst Jäger

Die Oppositionsbewegung war in Gera nie so stark wie in anderen Städten des Bezirks, wie dem Industrie- und Universitätsstandort Jena. Traurige Berühmtheit erlangte der Fall des Bürgerrechtlers Matthias Domaschk aus Jena, der 1981 während seiner Untersuchungshaft in der Geraer Zentrale des MfS unter ungeklärten Umständen ums Leben kam.
Nach einer fehlgeschlagenen Aktion der Friedensbewegung (Aktion Kerze) in November des Jahres 1983 kam es im Herbst 1989 auch in Gera zu Bewegungen gegen die Regierung der DDR. Wie fast überall begann es auch hier zunächst mit Friedensgebeten. Im Anschluss eines dieser Gebete schlossen sich am 22. Oktober einige hundert Jugendliche zu einer spontanen Demonstration zusammen, und ab 26. Oktober gab es jeden Donnerstag eine Demonstration. Der Erste Sekretär der SED-Bezirksleitung Gera, Herbert Ziegenhahn, trat am 2. November zurück. Am 4. Januar 1990 wurde die Geraer Zentrale des MfS als eine der letzten in der DDR von Demonstranten gestürmt. Die Donnerstagsdemonstrationen wurden noch bis März 1990 durchgeführt.

## Wiedervereinigtes Deutschland

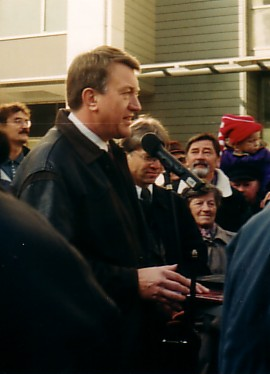
Der langjährige Oberbürgermeister Ralf Rauch

Am 6. Mai 1990 fanden in Gera Kommunalwahlen statt, aus denen die CDU mit Spitzenkandidat Michael Galley als Sieger hervorging. Nach dem Ländereinführungsgesetz vom 22. Juli desselben Jahres wurde Gera als Folge der deutschen Wiedervereinigung Teil des neuen Landes Thüringen. Als größte Stadt des „alten“ Thüringens in den Grenzen vor 1933 bewarb es sich auch um die Funktion als Landeshauptstadt, unterlag jedoch in der Abstimmung im Thüringer Landtag, wo am 10. Januar 1991 über den endgültigen Landtagssitz entschieden wurde, dem zwar früher preußischen, dafür aber größeren und zentral gelegenen Erfurt. Auf Gera entfielen zehn der 88 abgegebenen Stimmen.
1994 wurden zahlreiche Orte vor allem nördlich und östlich der Stadt eingemeindet sowie der Landkreis Gera zum 1. Juli aufgelöst und Bestandteil des neuen Landkreises Greiz. Außerdem wurde 1994 der Oberbürgermeister erstmals in Geras Geschichte direkt gewählt. Die Wahl gewann Ralf Rauch. Im Zuge des Strukturwandels konnten durch Eröffnung neuer, über die Stadtgrenzen hinaus bedeutender Einkaufszentren Erfolge verbucht werden. Die Ansiedlung neuer Industriebetriebe hingegen gestaltet sich nach wie vor schwierig. Im Jahr 2006 verlor Ralf Rauch nach zwölf Amtsjahren die Stichwahl für das Oberbürgermeisteramt gegen den langjährigen GVB- und Stadtwerkechef Norbert Vornehm.
Einen Aufschwung für die Entwicklung der Infrastruktur bildete die Ausrichtung der Bundesgartenschau 2007 in Gera und Ronneburg. In den Jahren 2006/07 wurden so zahlreiche Verkehrsprojekte wie die Stadtbahnlinie 1 von Zwötzen nach Untermhaus oder die östliche Umfahrung der Stadt realisiert. Zudem wurden wichtige Sehenswürdigkeiten wie Theater und Orangerie renoviert. Den Geraer Ausstellungsbereich bildet der aus einem umgestalteten Sportkomplex gestaltete Hofwiesenpark.

## Bürgermeister und Oberbürgermeister
- 1795–1824: J.C.K. Fürbringer
- 1832–1848: Ernst Senf
- 1848–1849: Oscar Hennig
- 1849–1865: Robert Fürbringer (ab 1852 mit Amtsbezeichnung Oberbürgermeister)
- 1865–1872: Wilhelm Weber
- 1873–1877: Constantin Sorger
- 1877–1881: Robert Fischer
- 1881–1898: Kurt Alwin Lade genannt Ruick
- 1898–1918: Ludwig Ernst Huhn (parteilos)
- 1918–1925: Kurt Herrfurth (parteilos)
- 1925–1933: Walter Arnold (parteilos)
- 1933–1936: Walter Kießling (NSDAP)
- 1936–1945: Otto Zinn (NSDAP)
- 1945: Rudolf Paul (parteilos)
- 1945: Friedrich Giessner (KPD)
- 1945–1948: Friedrich Bloch (parteilos)
- 1948–1956: Curt Böhme (SED)
- 1956–1958: Otto Aßmann (SED)
- 1958–1962: Willi Weber (SED)
- 1962–1988: Horst Pohl (SED)
- 1988–1990: Horst Jäger (SED)
- 1990–1993: Michael Galley (CDU)
- 1993–1994: Andreas Mitzenheim (CDU)
- 1994–2006: Ralf Rauch (parteilos)
- 2006–2012: Norbert Vornehm (SPD)
- 2012–2018: Viola Hahn (parteilos)
- 2018–2024: Julian Vonarb (parteilos)
- seit 2024: Kurt Dannenberg (CDU)

Vorsitzende des Stadtrats
- 1990–1994: Bernhard Gantenbein (Neues Forum)
- 1994–2004: Bernd Koob (CDU)
- 2004–2009: Petra Metzner (Linke)
- 2009–2019: Dieter Hausold (Linke)
- seit 2020: Reinhard Etzrodt (AfD)